# Dinesh Nandan Sahay
Dinesh Nandan Sahay (* 2. Februar 1936 in Madhepur; † 28. Januar 2018 in Patna) war ein indischer Politiker.

## Leben
Er war vom 1. November 2000 bis zum 1. Juni 2003 der erste Gouverneur von Chhattisgarh. Vom 2. Juni 2003 bis zum 14. Oktober 2009 war er Gouverneur von Tripura.